# Tomàtiga de ramellet

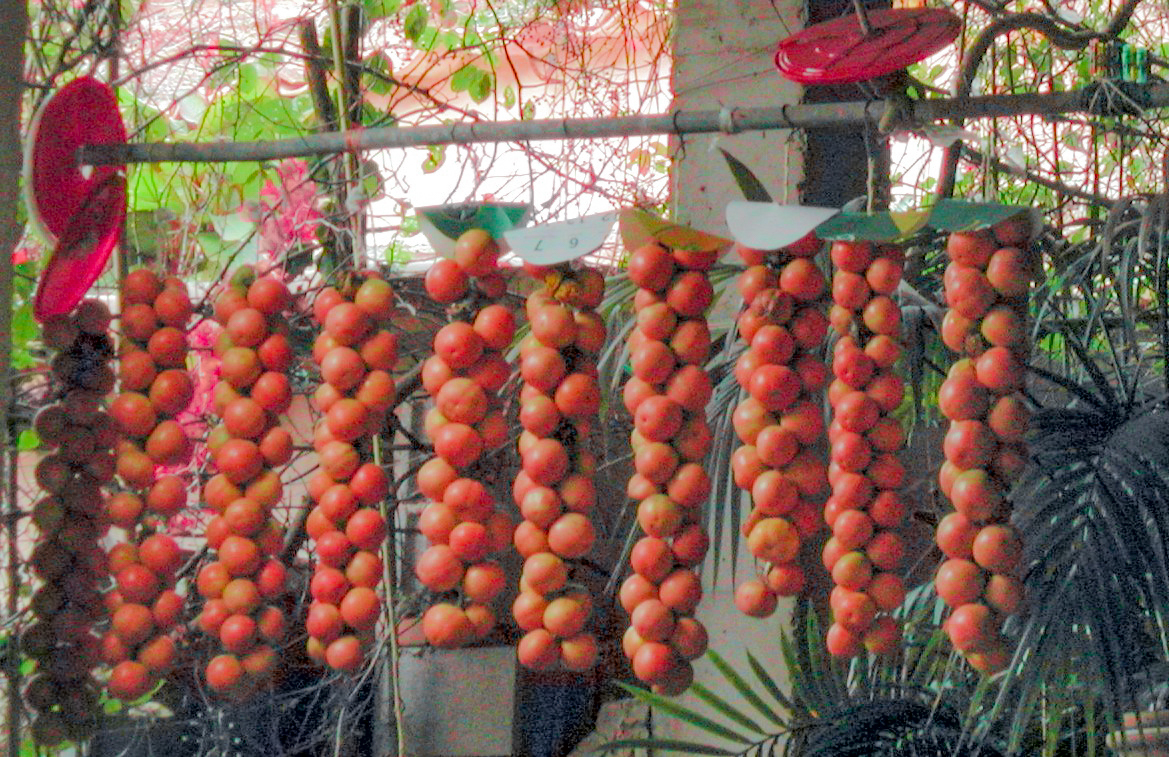
Enfilalls de tomàtigues de ramellet a Deià

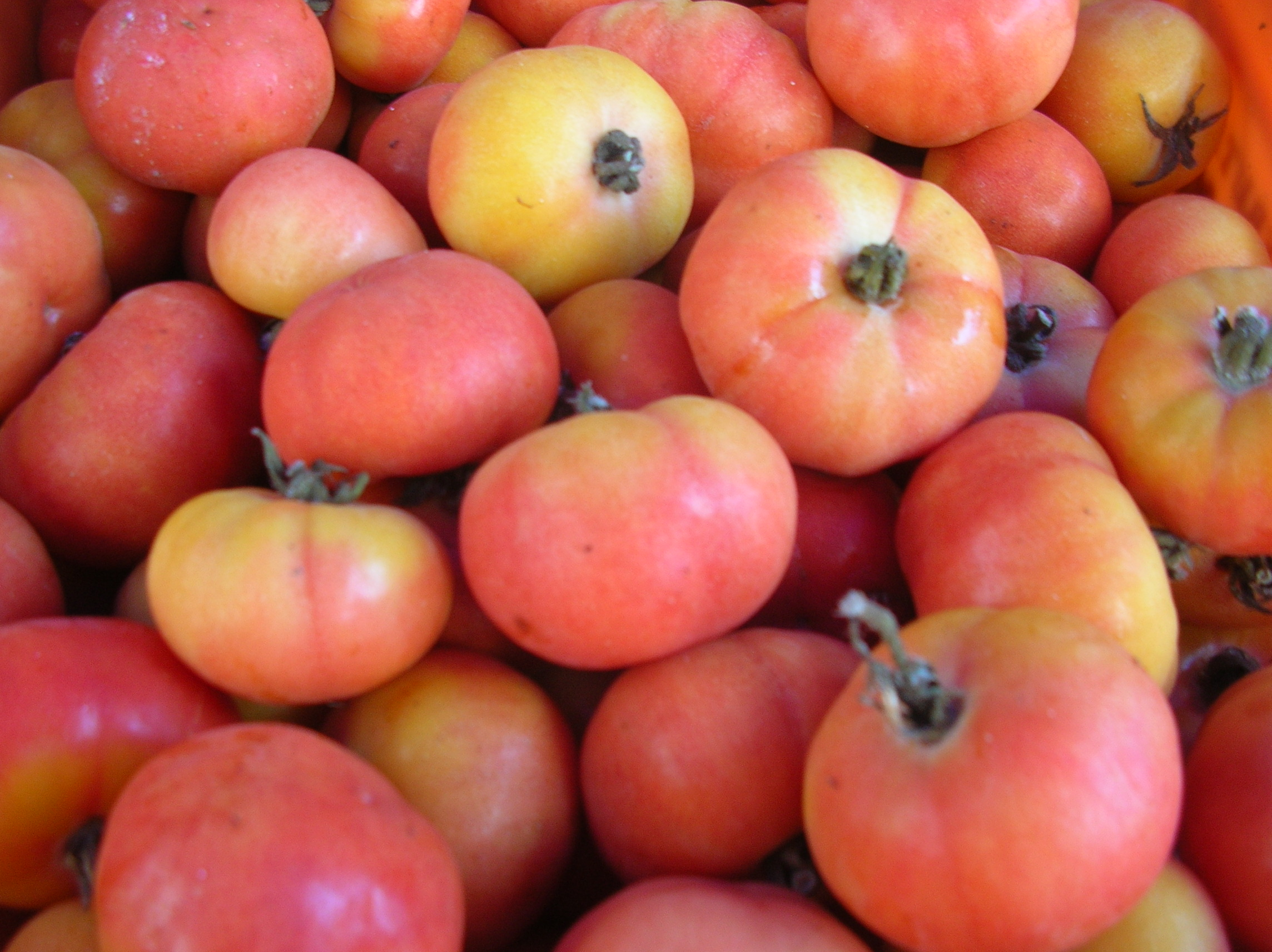
Tomàtigues mallorquines de ramellet

La tomàtiga de ramellet és una varietat de tomàtiga de penjar (Solanum lycopersicum) pròpia de Mallorca que s'utilitza tradicionalment per fregar al pa amb oli. És de secà, tardana i s'anomena així perquè creix en ramells de cinc fruits. Una de les particularitats d'aquesta varietat és que es conserva durant molt de temps sense necessitat de refrigeració. La manera tradicional usada per a la seva conservació és penjar-les pel capoll en enfilalls en un lloc sec, ventilat i amb poca llum. En aquestes condicions, pot arribar a durar uns nou mesos.
Aquesta tomàtiga és petita i té la pell gruixada i resistent. El seu valor energètic és de 27 Kcal/100g i té menys glúcids (2.9 g/100g), més proteïna (1.3 g/100g) i més fibra (2.0) que una tomàtiga d'ensalada. El 2012 fou registrada com a varietat de conservació al registre de varietats, cosa que pretén impedir que tomàtigues híbrides es puguin comercialitzar sota aquesta denominació.

## Varietats
A Mallorca, les tomàtigues de penjar s'han classificat tradicionalment en dues subvarietats:
La tomàtiga de ferro es cultiva en àrees de regadiu i es cull al juliol. La tomatiguera és més alta i les tomàtigues que produeix són més grosses.
La tomàtiga de ramellet es cultiva en àrees de secà, i no és tan gran com l'anterior. Es cultiva principalment al Pla de Mallorca, així com a Menorca i Eivissa. Es cultiva entre melonars, ja que tots dos productes coincideixen en els temps de sembra i collita. La seva comercialització només és rendible si es ven enfilada.
En l'actualitat, és comú que es confonguin els dos ceps i a tot s'anomeni genèricament com a «tomàtiga de ramellet».